# NGC 817
NGC 817 ist eine Spiralgalaxie vom Hubble-Typ SABbc? im Sternbild Widder an der Ekliptik. Sie ist schätzungsweise 205 Millionen Lichtjahre von der Milchstraße entfernt und hat einen Durchmesser von etwa 40.000 Lj.
Das Objekt wurde am 2. September 1886 von dem US-amerikanischen Astronomen Lewis A. Swift mithilfe eines 40-cm-Teleskops entdeckt.